# Зерби, Карен
Ка́рен Э́льва Зе́рби (родилась 31 июля 1946 года) — руководитель нового религиозного движения «Семья международная», в прошлом «Дети бога». Также она известна под именами Мама Мария, Мария Дэвид и Королева Мария.

## Биография
В детстве Зерби воспитывалась в духе евангельского пятидесятничества, её отец служил священником в «Церкви Назарянина», и позже она прославилась тем, что продвигала «фундаментальный пятидесятнический принцип «ведомости духом» в церкви, которую она сама впоследствии возглавила. В 1969 году под именем Мария она вступила в группу, называвшуюся в то время «Подростки за Иисуса». После того, как она стала секретаршей основателя группы Дэвид Берга, между ними возникли взаимоотношения сексуального характера. Впоследствии Берг бросил свою прежнюю жену и взял Зерби себе в жёны. Вскоре после этого Берг поведал своей группе пророчество под названием «Старая церковь и новая церковь», которое многими было расценено как его оправдание своего развода с первой женой.
В 1975 году, проживая на острове Тенерифе (Испания), Зерби родила сына Рики Родригеса. Детские годы Родригеса (Берг был ему отчимом) подробно описаны в книге под названием «История Давидито», которая должна была стать образцом для остальных членов группы того, как надо растить детей, и в которой были опубликованы фотографии сексуальных домогательств к Родригесу. Содержащиеся в данной книге призывы к сексуальным действиям в отношении детей делают её ценность весьма сомнительной. Руководство религиозного движения в этот период времени было сильно засекречено, жило на большом отдалении от основной группы, и их мало кто знал в лицо. Зерби все знали в основном только по иллюстрациям к сочиняемым Бергом «Письмам Мо» (MO Letters), а также по различным фотографиям обнажённой Зерби, прилагавшимся Бергом к его публикациям. В январе 2005 года Родригес убил Анжелу Смит (в прошлом также состоявшую в культе и имевшую сексуальные связи с Родригесом), которая была няней маленького Рики, а спустя несколько часов и сам покончил жизнь самоубийством. На видеозаписи, сделанной им в ночь перед убийством, «он сказал, что считает себя мстителем за всех подобных ему детей и за своих сестёр, которых подвергали сексуальному насилию и избивали». Очевидно, он искал свою мать и свою сводную сестру: «Он хотел добиться того, чтобы его мать была наказана за насилие над детьми, а Течи бы выпустили из группы».
В середине 1980-х Зерби начала самостоятельно издавать эдикты. На протяжении этого периода времени она насаждала и изменяла дисциплинарные правила группы, например, тем, что положила конец практиковавшейся тогда программе воспитания, которую она посчитала слишком жестокой. К концу 1980-х годов здоровье Дэвида Берга стало ухудшаться, и Зерби, которую готовили на его место, в 1988 году практически заместила его на руководящей позиции, а в 1994 году после смерти Берга она вышла замуж за Стива Келли, ещё одного руководителя культа, и полностью приняла на себя духовное руководство культом.